# Mushin
Mushin – miasto w południowo-zachodniej Nigerii, wchodzi w skład metropolii Lagos. Większość jego mieszkańców to Joruba. Znajduje się 10km od centrum miasta Lagos. W 2006 roku liczyło 633 tys. mieszkańców. Przez Mushin przebiega linia kolejowa, oraz leży na skrzyżowaniu dróg z Lagos, Shomolu i Ikeja.
W mieście rozwinął się przemysł metalowy, włókienniczy, obuwniczy oraz spożywzy.